# Anomala crypsinosa
Anomala crypsinosa är en skalbaggsart som beskrevs av Ohaus 1916. Anomala crypsinosa ingår i släktet Anomala och familjen Rutelidae. Inga underarter finns listade i Catalogue of Life.